# 李扬国
李扬国（1947年9月5日—2021年1月27日），美籍华裔摄影师，摄影作品主要记录亚裔美国人的历史。

## 生平
李扬国于1947年9月5日出生于纽约市皇后區，父母是中国移民，祖籍廣東台山。他的父亲李寅卓（Lee Yin Chuck，音）在皇后区经营一家洗衣店，二战时期曾在美國陸軍航空軍服役，母亲李菊诗（Jung Shee Lee，音）为裁缝。李扬国有一个姐姐和三个弟弟。
1960年代，李扬国进入皇后学院学习历史。1971年起，在曼哈顿双桥社区担任社区组织者。在唐人街和新移民打交道的过程中，李扬国开始用借来的相机记录亚裔社区的集会和示威活动。李扬国的主业为布鲁克林东威廉斯堡Expedi Printing印刷公司的销售客服员，业余时间从事摄影。他的摄影作品主要记录亚裔社区的故事并为亚裔社区争取权益。2001年，李扬国在美國華人博物館举办首次个人摄影展，主题为“不在选单中：从亚裔/太平洋岛民之根到美国的现实”。
2021年1月初，李扬国确诊2019冠状病毒病。1月27日因冠状病毒并发症在纽约逝世。

## 摄影作品
1975年4月26日，纽约的中国城发生了一起交通事故，当警察驱散围观人群时，华裔姚杨勋（Peter Yew）站出来对警方的处理提出异议，遭到警察暴力殴打并以反抗和袭警的罪名被逮捕。以此次事件为导火索，5月19日，纽约唐人街发生了史上最大规模的抗议活动，游行人数达到2万人，要求警察停止暴行，为姚杨勋讨回公道。李扬国在现场拍照记录，其照片登上《紐約郵報》头版。
1982年，美籍华裔陈果仁被两名白人殴打致死，凶手为底特律本地汽车行业从业者，因怨恨日本汽车工业抢走了自己的饭碗，将陈果仁当作日本人殴打。1983年，两名凶手仅被判处仅三年缓刑加3千美元罚款，引发亚裔社区一片哗然，爆发抗议活动。李扬国前往底特律，拍摄抗议活动。
2001年九一一袭击事件后，李扬国在纽约中央公园拍摄了烛光守夜活动，拍下了一张锡克人身披美国国旗并举着反对种族歧视和恐怖主义的标语的照片。
1869年美国第一條橫貫大陸鐵路通车时，曾在犹他州岬角留下一张工人们围在两列火车旁的合影，然后合影中却没有一个华人。2014年，在铁路通车145周年之际，李扬国召集了200名华人和其他亚裔，其中包括参与铁路建设华工的后代子女，在旧址拍摄大合影。
每當我從背包裡拿出攝影機時，都覺得像是在拔劍對抗差異、不公與歧視，力圖擺脫刻板印象。——李揚國，2014年于AsAmNews访谈

## 纪念

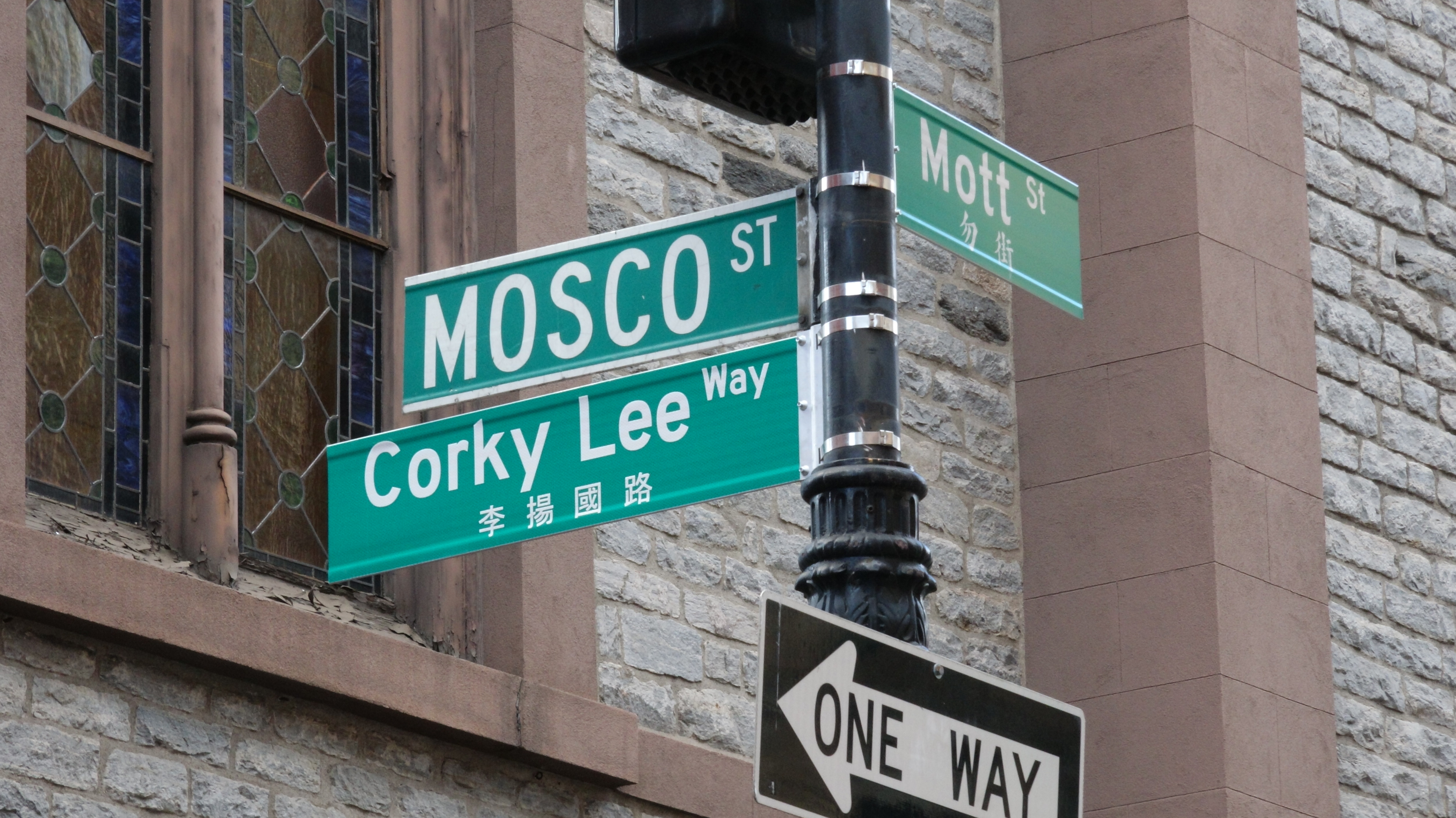
紐約華埠李揚國路之路標

- 李扬国曾参与争取在纽约市选票上使用汉字的运动，以便于华人聚居区选民阅读。1994年，纽约市选举委员会终于同意提供中文翻译[14]。后纽约市长戴維·丁金斯宣布1988年5月5日为“李扬国日”（Corky Lee Day）[5]。
- 2023年5月5日“李扬国日”，Google涂鸦选择李杨国作主题，以纪念亚裔美国人和太平洋岛民传统月[15][16]。
- 2023年10月22日，在位于华埠内核地带的莫斯高街上增加了“李扬国”的命名，使这条小街同时拥有两个路牌，成为双名共用的街道。[17]
- 纪录片《摄影正义：李扬国的故事》（Photographic Justice Corky Lee Story）于2024年5月13日在PBS首播。影片回顾了已故华裔摄影师李扬国几十年来关注亚裔生活的职业生涯。[18]